# Halocosa
Halocosa – rodzaj pająków z rodziny pogońcowatych i podrodziny Evippinae.

## Morfologia
Pająki o ciele długości od 6,4 do 13,2 mm. Karapaks jest niski, od trzech do czterech razy dłuższy niż wysoki, brudnobrązowy z żółtawym wzorem obejmującym motylkowatą plamkę wokół jamki, parę nerkowatych plamek za polem ocznym i trzy pary kropek przy krawędziach. Części karapaksu głowowa i tułowiowa nie są rozgraniczone bruzdą. Szczękoczułki mają po trzy zęby na krawędziach przedniej i tylnej. Kolor sternum jest brązowy. Odnóża są jasno ubarwione, obrączkowane; kolejność ich par od najdłuższej do najkrótszej to IV, I, II, III lub IV, I, III, II. Uda mają trzy kolce grzbietowe, rzepki jeden kolec grzbietowy, a golenie i nadstopia dwóch ostatnich par dwa kolce grzbietowe. Golenie dwóch początkowych par mają po trzy pary kolców brzusznych. Opistosoma (odwłok) z wierzchu jest brudnobrązowa, upstrzona nakrapianiem, od spodu zaś jednolicie żółta.
Nogogłaszczki samca mają łezkowate cymbium z niewielkim, przednio-bocznie usytuowanym subtegulum, duże tegulum z długą, podtrzymującą embolus listewką po stronie przednio-bocznej oraz z ku przodowi skierowaną wypustką po stronie tylno-bocznej, zaopatrzoną pośrodku w skleryt tegularny i zwieńczoną konduktorem. Przewód nasienny bulbusa robi w połowie przednio-bocznej ostrą pętlę. Apofyza medialna leży blisko tylno-bocznej części tegulum, pozbawiona jest wypustek, za to na wewnętrznej powierzchni opatrzona jest kieszonką lub bruzdką, w której spoczywa szczyt embolusa. Obok dużej i ostro zakończonej apofyzy terminalnej obecna jest błoniasta apofyza subterminalna, określana jako rozwidlenie tej pierwszej. Sam embolus wyrasta na drugiej godzinie tegulum, ma postać wydłużoną, biczykowatą, lekko przy wierzchołku zakrzywioną i zatacza niemal pełne koło. W przeciwieństwie do podobnej Xerolycosa embolusowi nie towarzyszy błona.
Samica ma dość małą, zajmującą 1/5 szerokości opistosomy, gęsto zarośniętą białymi szczecinkami płytkę płciową pozbawioną przedsionka i całkowicie nakrytą przez kwadratową lub prostokątną, pozbawioną trzonka przegrodę. Szczeliniaste, położone w przedniej części otwory kopulacyjne przechodzą w głębokie rozdęcia, a te w szerokie i słabo zesklerotyzowane przewody kopulacyjne. Za bruzdą epigastralną każdy przewód staje się silnie zesklerotyzowany i częściowo skręcony, a wieńczy go mniej lub bardziej maczugowata spermateka. Charakterystyczna jest obecność w silnie zesklerotyzowanej części przewodu palcowatych, maczugowatych lub rurkowatych gruczołów dodatkowych, których brak u podobnej Xerolycosa.

## Ekologia i występowanie
Pająki te zasiedlają solniska oraz pobrzeża słonych jezior i mórz. Bytują na powierzchni gruntu, gdzie doskonale się kamuflują.
Rodzaj palearktyczny, znany z południowej Ukrainy, południowej części europejskiej Rosji, syberyjskiej części Rosji, Azerbejdżanu, Kazachstanu, Turkmenistanu, Tadżykistanu, Iranu oraz Chin – z Sinciangu, Qinghai, Ningxia i zachodniej Mongolii Wewnętrznej.

## Taksonomia
Takson ten wprowadzony został w 2019 roku przez Galinę Azarkinę i Laimonasa Trilikauskasa na łamach „Zootaxa”. Autorzy umieścili w nim trzy gatunki, typowym wyznaczając Lycosa cereipes. W 2024 roku Wang Luyu i współpracownicy zsynonimizowali jeden z nich i po tej rewizji do rodzaju zalicza się dwa opisane gatunki:
- Halocosa cereipes (L. Koch, 1878)
- Halocosa hatanensis (Urita, Tang et Song, 1993)

Azarkina i Trilikauskas zaklasyfikowali Halocosa do podrodziny Lycosinae, jednak Wang i inni przenieśli go do podrodziny Evippinae.